# آلفرد هیچکاک تقدیم می‌کند (مجموعه تلویزیونی ۱۹۸۵)
آلفرد هیچکاک تقدیم می‌کند (انگلیسی: Alfred Hitchcock Presents) که گاهی با نام آلفرد هیچکاک جدید تقدیم می‌کند (The New Alfred Hitchcock Presents) نیز شناخته شده‌است. یک مجموعه آنتولوژی آمریکایی است که توسط شبکه ان‌بی‌سی از ۱۹۸۵ تا ۱۹۸۶ و در یواس‌ای نتورک از ۱۹۸۷ تا ۱۹۸۹ پخش شد. این مجموعه نسخه به روز شده سری ۱۹۵۵ آلفرد هیچکاک تقدیم می‌کند است.
این مجموعه در ۷۶ قسمت پخش شد.

## پس زمینه
در ۱۹۸۵، ان‌بی‌سی یک فیلم جدید ساخته شده برای تلویزیون را بر اساس سریال آلفرد هیچکاک تقدیم می‌کند پخش کرد که ترکیبی از داستان‌های تازه فیلمبرداری شده رنگی از مجموعه اصلی آلفرد هیچکاک بود. رتبه فیلم در رتبه‌بندی نیلسن موفقیت‌آمیز بود.